# 佐用町立南光小学校
佐用町立南光小学校（さようちょうりつ なんこうしょうがっこう）は、兵庫県佐用郡佐用町にある町立小学校である。2014年4月、佐用町立中安小学校と佐用町立徳久小学校が統合し開校した。校舎は、旧徳久小学校を使用している。

## 沿革
佐用町立中安小学校
- 1873年2月 - 米田・中島・多賀の３か村連合で中州小学校が開校[1]
- 1887年4月 - 頼徳小学校の所属であった土井、宝蔵寺を編入[1]
- 1900年6月 - 中安尋常高等小学校へ改称[1]
- 1907年4月 - 義務教育を6年に延長し、中安尋常小学校へ改称[1]
- 1916年4月 - 高等科を併置し、再び中安尋常高等小学校へ改称[1]
- 1929年4月 - 如来田の校舎が火災のため焼失[1]
- 1931年4月 - 米田110番地に新校舎完成[1]
- 1941年4月 - 国民学校令により、中安国民学校へ改称
- 1947年4月 - 学制改革により国民学校廃止、中安村立中安小学校へ改称[1]
- 1955年7月 - 町村合併により南光町立中安小学校へ改称[1]
- 1964年1月から10月まで校舎改築[1]
- 1987年3月 - 体育館完成[1]
- 1990年4月 - 校舎改築[1]
- 2005年10月 - 町合併により佐用町立中安小学校へ改称[1]
- 2014年3月 - 佐用町立徳久小学校と統合により廃校

佐用町立徳久小学校
- 1876年3月 - 有隣学校が創設される[2]
- 1887年4月 - 第四番学区有隣簡易小学校に改称[2]
- 1900年6月 - 徳久尋常小学校に改称[2]
- 1920年4月1日 - 高等科を設置し、徳久尋常高等小学校に改称[2]
- 1941年4月 - 国民学校令により、徳久国民学校へ改称
- 1947年4月 - 学制改革により国民学校廃止、徳久村立徳久小学校へ改称
- 1955年7月 - 町村合併により南光町立徳久小学校へ改称
- 2005年10月 - 町合併により佐用町立徳久小学校へ改称[1]
- 2014年3月 - 佐用町立中安小学校と統合により廃校

佐用町立南光小学校
- 2014年4月 - 佐用町立南光小学校が開校
- 2020年4月 - 佐用町立三河小学校を統合

## 教育目標
じょうぶな体を持ち、進んで学ぶ、心豊かな児童の育成

## 学校行事
| - 4月 入学式・始業式 - 5月 - 6月 | - 7月 終業式 - 8月 - 9月 始業式 | - 10月 - 11月 - 12月 終業式 | - 1月 始業式 - 2月 - 3月 卒業式・終業式 |

## 通学区域
- 佐用町
  - （ 旧佐用町立中安小学校、旧佐用町立徳久小学校、旧佐用町立三河小学校の校区）

## 進学先中学校
- 佐用町立上津中学校

## 校区内の主な施設
- 南光スポーツ公園
- JR西日本姫新線播磨徳久駅
- 佐用町役場南光支所

## 交通
- JR西日本姫新線播磨徳久駅より徒歩26分（2 km）

## 通学区域が隣接している学校
- 佐用町立佐用小学校
- 佐用町立上月小学校
- 上郡町立上郡小学校
- 佐用町立三日月小学校
- 宍粟市立山崎西小学校
- 宍粟市立千種小学校